# 國會情報及保安事務委員會
在英國，國會情報及保安事務委員會（英語：Intelligence and Security Committee of Parliament）是英國國會的法定聯席委員會，負責監督英國情報機構的工作，包括審議軍情五處、軍情六處及政府通訊總部的開支、管理情況及政策事宜。 
該委員會是根據《1994年情報系統法令》 (Intelligence Services Act 1994）第10條成立的，並通過《2013年司法及保安法令》 加強了其權力。

## 外部連結
- 情報與安全委員會 （页面存档备份，存于）網站